# Tapmuk (Arjeplogs socken, Lappland, 737696-160797)
Tapmuk är en sjö i Arjeplogs kommun i Lappland och ingår i Piteälvens huvudavrinningsområde. Sjön har en area på 0,577 kvadratkilometer och ligger 786 meter över havet.

## Delavrinningsområde
Tapmuk ingår i det delavrinningsområde (737702-160720) som SMHI kallar för Utloppet av Tapmuk. Medelhöjden är 798 meter över havet och ytan är 2,54 kvadratkilometer. Det finns inga avrinningsområden uppströms utan avrinningsområdet är högsta punkten. Vattendraget som avvattnar avrinningsområdet har biflödesordning 4, vilket innebär att vattnet flödar genom totalt 4 vattendrag innan det når havet efter 235 kilometer. Avrinningsområdet består mestadels av kalfjäll (77 procent). Avrinningsområdet har 0,57 kvadratkilometer vattenytor vilket ger det en sjöprocent på 22,6 procent.